# SMS S 142
S 142 – niemiecki niszczyciel z okresu I wojny światowej. Piąta jednostka typu S 138. Okręt wyposażony w cztery kotły parowe opalane węglem. Brał udział w bitwie koło Östergarnu. Po pierwszej wojnie światowej pod banderą Reichsmarine. 13 czerwca 1921 roku sprzedany stoczni złomowej.